# 노경선 (레슬링 선수)
노경선(魯炅宣, 1964년 2월 2일~)은 대한민국의 레슬링 선수이다. 1988년 하계 올림픽 남자 자유형 밴텀급에서 동메달을 획득했다.

## 수상

### 수훈
- 체육훈장 거상장(1988년 10월 5일)
- 체육훈장 기린장(1982년 12월 22일)